# Salins-les-Bains
Salins-les-Bains är en kommun i departementet Jura i Bourgogne-Franche-Comté i östra Frankrike. Salins har fått sin namn för sitt salthaltiga vatten, använt för bad och som dryck. Här finns även saltverk och gipsfyndigheter. År 2022 hade Salins-les-Bains 2 430 invånare.

## Geografi
Salins ligger i den smala Furieusedalen, mellan två befästa kullar, Fort Belin och Fort Saint-André. Norr om Salins reser sig Mont Poupet (853 m).

## Historia
Området Salins, som på 900-talet av Agaunum förlänades till greve av Mâcon, förblev i deras ättlingars besittning fram till 1175. Maurette de Salins, dynastins arvtagare förde med sig grevskapet till huset av Wien, och hennes barnbarn sålde det år 1225 till Hugh IV av Burgund, som år 1237 avträdde till John av Chalon i utbyte mot Chalon-sur-Saône. Johns ättlingar, grevar och hertigar av Burgund, kejsare och kungar av Huset Österrike, bar alla titeln sire de Salins.
År 1477 togs Salins av Frankrike och gjordes tillfälligt till Franche-Comtés residensstad av Ludvig XI. 1668 och 1674 återtog Frankrike området och har sedan förblivit franskt. 1825 förstördes staden nästan av en brand. 1871 stod staden emot de tyska trupperna i det Fransk-tyska kriget.
2009 fick Salins-les-Bains världsarvsstatus.

## Befolkningsutveckling
Antalet invånare i kommunen Salins-les-Bains
Referens:INSEE

## Sevärdheter
I staden finns en intressant, väl restaurerad kyrka i romansk stil, St-Anatole, och ett hôtel de ville från 1700-talet. Vidare finns ett jesuitkapell från 1600-talet med ett bibliotek grundat 1593 samt ett museum.